# 카를로스 파본
카를로스 알베르토 파본(스페인어: Carlos Alberto Pavón, 1973년 10월 9일 ~ )는 온두라스의 전 축구 선수로 선수 시절 포지션은 공격수였으며 온두라스 대표팀 내의 국제 A매치 최다 득점자이기도 하다.

## 선수 시절

### 클럽
1992년 레알 에스파냐에 입단하며 프로에 입문한 후 2013년까지 21년동안 프로 통산 488경기 196골을 기록하며 레알 에스파냐의 리그 4회 우승, 1992년 온두라스컵 우승, 모나르카스 모렐리아의 2000-01 시즌 리가 MX 우승에 일조했고 또한 1997-98 아센소 MX 공동 득점왕, 2006-07 온두라스 리그 득점왕 타이틀을 거머쥐었으며 레알 에스파냐에서만 72골을 터뜨리며 팀내 최다 득점 기록도 수립했고 2013년 친정팀인 레알 에스파냐에서 은퇴를 선언했다. 여담으로 2009년 국제축구역사통계연맹에서 선정한 올해의 최우수선수상, 2009년 온두라스 올해의 선수에 선정되는 영예를 안기도 했다.

### 국가대표팀
1993년 7월 17일 미국과의 1993년 CONCACAF 골드컵 A조 최종전에서 공식 국제 A매치 데뷔전을 치뤘으며 2010년까지 A매치 통산 101경기 57골을 기록하며 온두라스 선수 가운데 6번째로 센추리클럽 가입을 이뤄냄과 동시에 팀내 A매치 최다 득점자에 이름을 올리면서 팀의 코파 센트로아메리카나 2회 우승(1993년, 1995년), 2007년 CONCACAF 골드컵 8강, 2009년 UNCAF 네이션스컵 3위, 28년만의 월드컵 본선 진출에 혁혁한 공을 세웠으며 칠레와의 2010년 FIFA 월드컵 H조 1차전에도 출전하였고 월드컵 이후 국가대표팀 은퇴를 선언하며 유니폼을 반납했다.

## 수상 경력
- 온두라스 올해의 축구 선수: 1

2000년
- 멕시코 프리메라 디비전 리그 최다 득점자: 1

1997년

### 클럽
- 리가 나시오날 데 풋볼 데 온두라스 우승 - 레알 에스파냐 소속 : 3

1992, 2003-2004,2006-2007 Ap.
- 멕시코 프리메라 디비전 우승 - 모렐리아 소속 : 1

## 같이 보기
- A매치 100경기 이상 출전한 축구 선수 명단